# Polvere di Luna
Polvere di Luna (A Fall of Moondust) è un romanzo di fantascienza scritto da Arthur C. Clarke, pubblicato nel 1961. È stato candidato al premio Hugo per il miglior romanzo nel 1963 e fu il primo romanzo di fantascienza a comparire nella collana Reader's Digest Condensed Books.
È stato pubblicato per la prima volta in italiano nel 1962, nella collana Urania edita da Mondadori, con tre successive ristampe (1974, 1983 e 2014). Carlo Fruttero l'ha descritto come «Titanic del futuro» nel presentarlo al pubblico per la prima volta.

## Trama
Nel XXI secolo, la Luna è stata colonizzata e i suoi amministratori stanno cercando di lanciarla anche come meta turistica per persone facoltose. Una delle sue prime attrazioni è la crociera in battello nel Mare della Sete, una vasta distesa sabbiosa presente nel Sinus Roris. A differenza della regolite che copre la superficie lunare, la polvere che riempie il Mar della Sete è così sottile che scorre come acqua e può essere navigata da speciali battelli, simili a moto d'acqua e gatti delle nevi.
Durante un'escursione dell'"imbarcazione da polvere" Selene, un lunamoto apre una voragine al di sotto del veicolo, che viene sommerso dalla polvere e intrappolato a circa 15 metri al di sotto della superficie. Gli occupanti del veicolo fronteggiano una serie di problemi potenzialmente fatali: riserve d'aria limitate, difficoltà nel disperdere il calore all'esterno, perdita delle comunicazioni con la base e la conseguente impossibilità di chiedere soccorso o fornire la propria posizione. Mentre scorre tempo prezioso, il Selene inizia a riscaldarsi e l'aria diventa irrespirabile; il giovane Capitano Pat Harris e l'hostess Sue Wilkins (gli unici membri dell'equipaggio del battello) cercano di mantenere i passeggeri occupati e psicologicamente stabili nell'attesa dei soccorsi. In questo sono aiutati da un capitano ed esploratore in pensione, il Commodoro Hansteen, che viaggiava in incognito.
I soccorsi sono diretti dal Capo-ingegnere Robert Lawrence, che ritiene siano scarse le possibilità di successo nelle operazioni di recupero anche se il Selene fosse localizzato. La ricerca del battello risulta inizialmente infruttuosa: la polvere infatti ha cancellato ogni traccia del cataclisma che ha investito il Mar della Seta, la cui superficie ha assunto nuovamente la sua abituale uniformità. Lawrence è ormai prossimo a decretare la sospensione delle ricerche quando viene contattato da Thomas Lawson, astronomo brillante ed eccentrico che ha messo a punto una strumentazione - operante nell'infrarosso - capace di rilevare il calore emesso dal battello anche se sommerso dalla polvere. Lo strumento progettato da Lawson permette così a Robert Lawrence di determinare la posizione del Selene e ristabilire le comunicazioni.
Viene quindi messa in atto un'operazione di salvataggio, che incontra numerosi ostacoli, determinati dall'alieno ambiente lunare. Nel tentativo di guadagnare tempo, il primo intervento è volto a incrementare le riserve di ossigeno del battello sommerso. Tuttavia, l'aumento della temperatura del Selene guasta i filtri chimici che purificano l'aria dall'anidride carbonica e gli occupanti iniziano ad avvertire i primi sintomi dell'ipercapnia. La maggior parte dei passeggeri entrano quindi in uno stato di sonno indotto farmacologicamente, affinché le riserve di ossigeno durino fino all'arrivo della squadra di soccorso. Rimangono svegli solo il capitano Pat Harris e il fisico Duncan McKenzie. In una corsa contro il tempo, la squadra di soccorso riesce a rifornire il Selene d'aria fresca appena in tempo.
Il piano di salvataggio prevede che la squadra si apra una via dalla superficie al Selene scavando una sorta di "pozzo", sovrapponendo dei cassoni tubolari in cemento. Tuttavia, il peso della colonna determina un ulteriore affondamento della nave. Sebbene sia sceso di poco, il Selene ha perso l'assetto orizzontale che era fondamentale perché l'idea iniziale funzionasse. Robert Lawrence deve quindi ideare una variante del piano e riesce a raggiungere i naufraghi subito prima che un incendio, determinato da un cortocircuito, li investa.
Un breve epilogo mostra Lawrence impegnato a scrivere le proprie memorie, mentre Pat Harris e Sue Wilkins si sono spostati. Pat Harris è al comando del viaggio inaugurale del Selene II, prima di sostenere l'esame per pilotare una nave spaziale.

## Edizioni
- Arthur C. Clarke, A Fall of Moondust, Rocket Publishing Company Ltd, 1961.
- Arthur C. Clarke, Polvere di Luna, traduzione di Hilya Brinis, Urania n° 281, Arnoldo Mondadori Editore, 1962.
- Arthur C. Clarke, Polvere di Luna, traduzione di Hilia Brinis, Urania Millemondi 6 Inverno, Arnoldo Mondadori Editore, 1974.
- Arthur C. Clarke, Polvere di Luna, in Le guide del tramonto Polvere di Luna Incontro con Rama, traduzione di Hilia Brinis, I Massimi della Fantascienza 3, Arnoldo Mondadori Editore, 1983.
- Arthur C. Clarke, Polvere di Luna, traduzione di Hilia Brinis, Urania Collezione n° 143, Arnoldo Mondadori Editore, 2014.